# Сан-Перліта (Техас)
Сан-Перліта (англ. San Perlita) — місто (англ. city) в США, в окрузі Вілласі штату Техас. Населення — 538 осіб (2020).

## Географія
Сан-Перліта розташований за координатами 26°30′4″ пн. ш. 97°38′23″ зх. д. / 26.50111° пн. ш. 97.63972° зх. д. (26.500994, -97.639648).  За даними Бюро перепису населення США в 2010 році місто мало площу 1,35 км², уся площа — суходіл.

## Демографія
Згідно з переписом 2010 року, у місті мешкали 573 особи в 167 домогосподарствах у складі 135 родин. Густота населення становила 426 осіб/км².  Було 190 помешкань (141/км²).
Расовий склад населення:
| - 94,9 % — білих - 0,2 % — азіатів - 3,7 % — осіб інших рас |

До двох чи більше рас належало 1,2 %. Частка іспаномовних становила 93,9 % від усіх жителів.
За віковим діапазоном населення розподілялося таким чином: 32,6 % — особи молодші 18 років, 54,3 % — особи у віці 18—64 років, 13,1 % — особи у віці 65 років та старші. Медіана віку мешканця становила 32,6 року. На 100 осіб жіночої статі у місті припадало 98,3 чоловіків;  на 100 жінок у віці від 18 років та старших — 90,1 чоловіків також старших 18 років.
Середній дохід на одне домашнє господарство  становив 41 532 долари США (медіана — 34 375), а середній дохід на одну сім'ю — 43 676 доларів (медіана — 34 219). Медіана доходів становила 26 389 доларів для чоловіків та 30 417 доларів для жінок. За межею бідності перебувало 40,3 % осіб, у тому числі 46,5 % дітей у віці до 18 років та 39,4 % осіб у віці 65 років та старших.
Цивільне працевлаштоване населення становило 145 осіб. Основні галузі зайнятості: освіта, охорона здоров'я та соціальна допомога — 42,8 %, роздрібна торгівля — 13,8 %, будівництво — 13,8 %.